# Gus Mills
Pour les articles homonymes, voir Mills.
Gus Mills est un naturaliste et scientifique sud-africain spécialiste des grands carnivores. Il a notamment travaillé sur les hyènes dans le Kalahari et étudié les guépards et les lycaons dans le Parc National Kruger.

## Carrière
Gus Mills travaille auprès du Conseil des Parcs Nationaux en Afrique du Sud. Il fut fondateur et directeur du "Endangered Wildlife Trust’s Carnivore Conservation Group" pendant sept ans.
Il est le fondateur du South African Wild Dog Advisory Group. Il est l'auteur de cinq livres et de plus de 120 publications scientifiques.
Il est Professeur à l'Université de Pretoria. Récemment retraité de SANPARKS, il a débuté, avec sa femme Margie Mills, une étude sur les guépard du Parc Transfrontalier du Kgalagadi.
En 1982, il a reçu le prix Agfa Wildlife Photographic Awards.

## Ouvrages
- An Analysis of Bones Collected at Hyaena Breeding Dens in the Gemsbok National Parks (Mammalia: Carnivore). Annals of the Transvaal Museum. 1977.
- Diet and Foraging Behaviour of the Brown Hyaena (hyaena Brunnea, Thunberg, 1820) in the Southern Kalahari. University of Pretoria. 1977.
- Predators and farmers. Endangered Wildlife Trust.
- Gus Mills et Clem Haagner, Guide to the Kalahari Gemsbok Park, Southern Book Publishers,Johannesburg, 1989 (ISBN 978-1-86812-206-6)
- (en) Gus Mills, Big Cats and Other African Carnivores, Struik, 1998 (ISBN 978-1-86825-920-5)
- Hyaenas. IUCN. 1998.  (ISBN 9780966187915).
- Gus Mills, Lex Hes.Mammifères de l'Afrique australe. Ullmann. 1999.
- Kalahari Hyenas: Comparative Behavioral Ecology of Two Species. Blackburn Press. 2003.  (ISBN 9781930665835).
- (en) Gus Mills, M. G. L. Mills, Martin Harvey, African Predators, Le Cap, Struik, 2005, 160 p. (ISBN 978-1-77007-220-6)
- (en) Gus Mills et Margie Mills, Hyena Nights & Kalahari Days, Auckland Park, Jacana media, 2010, 221 p. (ISBN 978-1-77009-811-4, LCCN 2010501024, lire en ligne)
- (en) Gus Mills, Margie Mills, A natural history guide to the arid Kalahari including the Kgalagadi Transfrontier Park, Sonpark : Africa Geographic Books, 2013
- (en) Gus Mills, Margie Mills, Kalahari Cheetahs: Adaptations to an Arid Region, Oxford University Press, 2017 (ISBN 978-0-19-871214-5)

## Liens
- Fiche du National Geographic[3].